# Vòng loại Giải vô địch bóng đá thế giới 2018 – Khu vực Bắc, Trung Mỹ và Caribe (Vòng 4)
Vòng 4 của vòng loại giải vô địch bóng đá thế giới 2018 khu vực Bắc, Trung Mỹ và Caribe diễn ra từ ngày 7 tháng 11 năm 2015 đến ngày 6 tháng 9 năm 2016.

## Thể thức
Tổng cộng có 12 đội (xếp hạng 1-6 khu vực CONCACAF và 6 đội thắng cuộc ở vòng 3) vào thẳng vòng bảng. Ở vòng đấu này, 12 đội được chia làm 3 bảng 4 đội, thi đấu vòng tròn tính điểm để chọn ra 2 đội đứng đầu mỗi bảng giành quyền vào vòng 5.

## Phân nhóm
Buổi lễ bốc thăm vòng 4 diễn ra vào ngày 25 tháng 7 năm 2015, lúc 18:00 MSK (UTC+3), tại Cung điện Konstantinovsky ở Strelna, Sankt-Peterburg, Nga.
Lễ bốc thăm hạt giống dựa theo bảng xếp hạng FIFA công bố vào tháng 8 năm 2014. 6 đội mạnh nhất được chia thành 2 nhóm:
- Nhóm 1 có thứ hạng 1–3.
- Nhóm 2 có thứ hạng 4–6.[3]

| Nhóm 1                                           | Nhóm 2                                                     | Các đội thắng ở vòng 3                         | Các đội thắng ở vòng 3                                                       |
| ------------------------------------------------ | ---------------------------------------------------------- | ---------------------------------------------- | ---------------------------------------------------------------------------- |
| 1. Costa Rica (15) 2. México (17) 3. Hoa Kỳ (18) | 1. Honduras (43) 2. Panamá (63) 3. Trinidad và Tobago (80) | 1. Jamaica (85) 2. Haiti (117) 3. Canada (122) | 1. El Salvador (127) 2. Guatemala (134) 3. Saint Vincent và Grenadines (134) |

## Lượt đấu
Dưới đây là lượt đấu ở vòng đấu này.
| Lượt trận | Ngày                            |
| --------- | ------------------------------- |
| Lượt 1    | 9–17 tháng 11 năm 2015          |
| Lượt 2    | 9–17 tháng 11 năm 2015          |
| Lượt 3    | 21–29 tháng 3 năm 2016          |
| Lượt 4    | 21–29 tháng 3 năm 2016          |
| Lượt 5    | 29 tháng 8 – 6 tháng 9 năm 2016 |
| Lượt 6    | 29 tháng 8 – 6 tháng 9 năm 2016 |

## Vòng bảng
| Tiêu chí xếp hạng vòng loại Giải vô địch bóng đá thế giới 2018 |
| --- |
| Với thể thức sân nhà và sân khách, việc xếp hạng các đội trong mỗi bảng được dựa trên các tiêu chí sau đây (quy định các Điều 20.6 và 20.7): 1. Điểm số (3 điểm cho 1 trận thắng, 1 điểm cho 1 trận hòa, 0 điểm cho 1 trận thua) 2. Hiệu số bàn thắng thua 3. Số bàn thắng 4. Điểm số trong trận đấu giữa các đội 5. Hiệu số bàn thắng thua trong trận đấu giữa các đội 6. Số bàn thắng ghi được trong trận đấu giữa các đội 7. Số bàn thắng sân khách ghi được trong các trận đấu giữa các đội 8. Trận play-off trên sân trung lập (nếu được chấp thuận bởi FIFA), với hiệp phụ và đá sút luân lưu nếu cần |

### Bảng A
| VT | Đội         | ST | T | H | B | BT | BB | HS  | Đ  | Giành quyền tham dự    |     |     |     |     |     |
| -- | ----------- | -- | - | - | - | -- | -- | --- | -- | ---------------------- | --- | --- | --- | --- | --- |
| 1  | México      | 6  | 5 | 1 | 0 | 13 | 1  | +12 | 16 | Giành quyền vào vòng 5 |     | —   | 0–0 | 2–0 | 3–0 |
| 2  | Honduras    | 6  | 2 | 2 | 2 | 6  | 6  | 0   | 8  | Giành quyền vào vòng 5 |     | 0–2 | —   | 2–1 | 2–0 |
| 3  | Canada      | 6  | 2 | 1 | 3 | 5  | 8  | −3  | 7  |                        |     | 0–3 | 1–0 | —   | 3–1 |
| 4  | El Salvador | 6  | 0 | 2 | 4 | 4  | 13 | −9  | 2  |                        | 1–3 | 2–2 | 0–0 | —   |     |

| México                               | 3–0                                 | El Salvador |
| ------------------------------------ | ----------------------------------- | ----------- |
| Guardado 7' · Herrera 42' · Vela 64' | Chi tiết (FIFA) Chi tiết (CONCACAF) |             |

| Canada    | 1–0                                 | Honduras |
| --------- | ----------------------------------- | -------- |
| Larin 38' | Chi tiết (FIFA) Chi tiết (CONCACAF) |          |

| Honduras | 0–2                                 | México                |
| -------- | ----------------------------------- | --------------------- |
|          | Chi tiết (FIFA) Chi tiết (CONCACAF) | Corona 67' · Damm 72' |

| El Salvador | 0–0                                 | Canada |
| ----------- | ----------------------------------- | ------ |
|             | Chi tiết (FIFA) Chi tiết (CONCACAF) |        |

| El Salvador                | 2–2                                 | Honduras              |
| -------------------------- | ----------------------------------- | --------------------- |
| Punyed 45+2' · Bonilla 88' | Chi tiết (FIFA) Chi tiết (CONCACAF) | Elis 19' · Lozaro 59' |

| Canada | 0–3                                 | México                                  |
| ------ | ----------------------------------- | --------------------------------------- |
|        | Chi tiết (FIFA) Chi tiết (CONCACAF) | Hernández 32' · Lozano 40' · Corona 72' |

| Honduras                     | 2–0                                 | El Salvador |
| ---------------------------- | ----------------------------------- | ----------- |
| O. García 52' · Quioto 90+4' | Chi tiết (FIFA) Chi tiết (CONCACAF) |             |

| México                              | 2–0                                 | Canada |
| ----------------------------------- | ----------------------------------- | ------ |
| Guardado 17' (ph.đ.) · Corona 45+3' | Chi tiết (FIFA) Chi tiết (CONCACAF) |        |

| Honduras                    | 2–1                                 | Canada    |
| --------------------------- | ----------------------------------- | --------- |
| Martínez 45+2' · Quioto 50' | Chi tiết (FIFA) Chi tiết (CONCACAF) | James 35' |

| El Salvador       | 1–3                                 | México                                           |
| ----------------- | ----------------------------------- | ------------------------------------------------ |
| Larín 24' (ph.đ.) | Chi tiết (FIFA) Chi tiết (CONCACAF) | Moreno 52' · Sepúlveda 58' · Jiménez 73' (ph.đ.) |

| México | 0–0                                 | Honduras |
| ------ | ----------------------------------- | -------- |
|        | Chi tiết (FIFA) Chi tiết (CONCACAF) |          |

| Canada                                   | 3–1                                 | El Salvador |
| ---------------------------------------- | ----------------------------------- | ----------- |
| Larin 11' · Ledgerwood 53' · Edgar 90+2' | Chi tiết (FIFA) Chi tiết (CONCACAF) | Bonilla 78' |

### Bảng B
| VT | Đội        | ST | T | H | B | BT | BB | HS | Đ  | Giành quyền tham dự    |     |     |     |     |     |
| -- | ---------- | -- | - | - | - | -- | -- | -- | -- | ---------------------- | --- | --- | --- | --- | --- |
| 1  | Costa Rica | 6  | 5 | 1 | 0 | 11 | 3  | +8 | 16 | Giành quyền vào vòng 5 |     | —   | 3–1 | 1–0 | 3–0 |
| 2  | Panamá     | 6  | 3 | 1 | 2 | 7  | 5  | +2 | 10 | Giành quyền vào vòng 5 |     | 1–2 | —   | 1–0 | 2–0 |
| 3  | Haiti      | 6  | 1 | 1 | 4 | 2  | 4  | −2 | 4  |                        |     | 0–1 | 0–0 | —   | 0–1 |
| 4  | Jamaica    | 6  | 1 | 1 | 4 | 2  | 10 | −8 | 4  |                        | 1–1 | 0–2 | 0–2 | —   |     |

| Costa Rica | 1–0                                 | Haiti |
| ---------- | ----------------------------------- | ----- |
| Gamboa 29' | Chi tiết (FIFA) Chi tiết (CONCACAF) |       |

| Jamaica | 0–2                                 | Panamá                         |
| ------- | ----------------------------------- | ------------------------------ |
|         | Chi tiết (FIFA) Chi tiết (CONCACAF) | Cooper 43' · Morgan 52' (l.n.) |

| Haiti | 0–1                                 | Jamaica       |
| ----- | ----------------------------------- | ------------- |
|       | Chi tiết (FIFA) Chi tiết (CONCACAF) | Donaldson 62' |

| Panamá     | 1–2                                 | Costa Rica           |
| ---------- | ----------------------------------- | -------------------- |
| Tejada 71' | Chi tiết (FIFA) Chi tiết (CONCACAF) | Ruiz 66' · Ureña 69' |

| Jamaica    | 1–1                                 | Costa Rica |
| ---------- | ----------------------------------- | ---------- |
| Watson 16' | Chi tiết (FIFA) Chi tiết (CONCACAF) | Acosta 67' |

| Haiti | 0–0                                 | Panamá |
| ----- | ----------------------------------- | ------ |
|       | Chi tiết (FIFA) Chi tiết (CONCACAF) |        |

| Panamá    | 1–0                                 | Haiti |
| --------- | ----------------------------------- | ----- |
| Baloy 81' | Chi tiết (FIFA) Chi tiết (CONCACAF) |       |

| Costa Rica                         | 3–0                                 | Jamaica |
| ---------------------------------- | ----------------------------------- | ------- |
| Borges 7' · Ruiz 37' · Venegas 76' | Chi tiết (FIFA) Chi tiết (CONCACAF) |         |

| Haiti | 0–1                                 | Costa Rica   |
| ----- | ----------------------------------- | ------------ |
|       | Chi tiết (FIFA) Chi tiết (CONCACAF) | Azofeifa 71' |

| Panamá                    | 2–0                                 | Jamaica |
| ------------------------- | ----------------------------------- | ------- |
| Torres 28' · Arroyo 90+2' | Chi tiết (FIFA) Chi tiết (CONCACAF) |         |

| Jamaica | 0–2                                 | Haiti                    |
| ------- | ----------------------------------- | ------------------------ |
|         | Chi tiết (FIFA) Chi tiết (CONCACAF) | Lafrance 68' · Nazon 88' |

| Costa Rica                       | 3–1                                 | Panamá             |
| -------------------------------- | ----------------------------------- | ------------------ |
| Bolaños 19', 79' · Matarrita 84' | Chi tiết (FIFA) Chi tiết (CONCACAF) | Tejada 90' (ph.đ.) |

### Bảng C
| VT | Đội                         | ST | T | H | B | BT | BB | HS  | Đ  | Giành quyền tham dự    |     |     |     |     |     |
| -- | --------------------------- | -- | - | - | - | -- | -- | --- | -- | ---------------------- | --- | --- | --- | --- | --- |
| 1  | Hoa Kỳ                      | 6  | 4 | 1 | 1 | 20 | 3  | +17 | 13 | Giành quyền vào vòng 5 |     | —   | 4–0 | 4–0 | 6–1 |
| 2  | Trinidad và Tobago          | 6  | 3 | 2 | 1 | 13 | 9  | +4  | 11 | Giành quyền vào vòng 5 |     | 0–0 | —   | 2–2 | 6–0 |
| 3  | Guatemala                   | 6  | 3 | 1 | 2 | 18 | 11 | +7  | 10 |                        |     | 2–0 | 1–2 | —   | 9–3 |
| 4  | Saint Vincent và Grenadines | 6  | 0 | 0 | 6 | 6  | 34 | −28 | 0  |                        | 0–6 | 2–3 | 0–4 | —   |     |

| Hoa Kỳ                                                                | 6–1                                 | Saint Vincent và Grenadines |
| --------------------------------------------------------------------- | ----------------------------------- | --------------------------- |
| Wood 11' · Johnson 29' · Altidore 31', 74' · Cameron 51' · Zardes 58' | Chi tiết (FIFA) Chi tiết (CONCACAF) | Anderson 5'                 |

| Guatemala | 1–2                                 | Trinidad và Tobago        |
| --------- | ----------------------------------- | ------------------------- |
| Mejía 90' | Chi tiết (FIFA) Chi tiết (CONCACAF) | Hyland 67' · K. Jones 80' |

| Saint Vincent và Grenadines | 0–4                                 | Guatemala                                               |
| --------------------------- | ----------------------------------- | ------------------------------------------------------- |
|                             | Chi tiết (FIFA) Chi tiết (CONCACAF) | Cincotta 23' · M. López 32' · D. López 48' · Tinoco 81' |

| Trinidad và Tobago | 0–0                                 | Hoa Kỳ |
| ------------------ | ----------------------------------- | ------ |
|                    | Chi tiết (FIFA) Chi tiết (CONCACAF) |        |

| Saint Vincent và Grenadines           | 2–3                                 | Trinidad và Tobago                |
| ------------------------------------- | ----------------------------------- | --------------------------------- |
| M. Samuel 45' (ph.đ.) · S. Samuel 77' | Chi tiết (FIFA) Chi tiết (CONCACAF) | J. Jones 58' · L. Garcia 71', 82' |

| Guatemala             | 2–0                                 | Hoa Kỳ |
| --------------------- | ----------------------------------- | ------ |
| Morales 7' · Ruiz 15' | Chi tiết (FIFA) Chi tiết (CONCACAF) |        |

| Trinidad và Tobago                                                      | 6–0                                 | Saint Vincent và Grenadines |
| ----------------------------------------------------------------------- | ----------------------------------- | --------------------------- |
| Bateau 36' · J. Jones 49' · K. Jones 60' · Molino 66' · Caesar 86', 89' | Chi tiết (FIFA) Chi tiết (CONCACAF) |                             |

| Hoa Kỳ                                              | 4–0                                 | Guatemala |
| --------------------------------------------------- | ----------------------------------- | --------- |
| Dempsey 12' · Cameron 35' · Zusi 46' · Altidore 89' | Chi tiết (FIFA) Chi tiết (CONCACAF) |           |

| Saint Vincent và Grenadines | 0–6                                 | Hoa Kỳ                                                                           |
| --------------------------- | ----------------------------------- | -------------------------------------------------------------------------------- |
|                             | Chi tiết (FIFA) Chi tiết (CONCACAF) | Wood 28' · Besler 32' · Altidore 43' (ph.đ.) · Pulisic 71', 90+2' · Kljestan 78' |

| Trinidad và Tobago  | 2–2                                 | Guatemala     |
| ------------------- | ----------------------------------- | ------------- |
| J. Jones 45+1', 62' | Chi tiết (FIFA) Chi tiết (CONCACAF) | Ruiz 36', 87' |

| Hoa Kỳ                                         | 4–0                                 | Trinidad và Tobago |
| ---------------------------------------------- | ----------------------------------- | ------------------ |
| Kljestan 44' · Altidore 59', 63' · Arriola 71' | Chi tiết (FIFA) Chi tiết (CONCACAF) |                    |

| Guatemala                                                                           | 9–3                                 | Saint Vincent và Grenadines        |
| ----------------------------------------------------------------------------------- | ----------------------------------- | ---------------------------------- |
| Tinoco 13' · Ruiz 20', 27', 36', 57', 59' · Arreola 55' · Morales 78' · Márquez 83' | Chi tiết (FIFA) Chi tiết (CONCACAF) | Anderson 10', 29' · McBurnette 90' |

## Danh sách cầu thủ ghi bàn
8 bàn
- Carlos Ruiz

6 bàn
- Jozy Altidore

4 bàn
- Joevin Jones

3 bàn
- Jesús Corona
- Oalex Anderson

2 bàn
- Cyle Larin
- Christian Bolaños
- Bryan Ruiz
- Nelson Bonilla
- Rafael Morales
- Gerson Tinoco
- Romell Quioto
- Andrés Guardado
- Luis Tejada
- Trevin Caesar
- Levi Garcia
- Kenwyne Jones
- Geoff Cameron
- Sacha Kljestan
- Christian Pulisic
- Bobby Wood

1 bàn
- David Edgar
- Nikolas Ledgerwood
- Manjrekar James
- Johnny Acosta
- Randall Azofeifa
- Celso Borges
- Cristian Gamboa
- Rónald Matarrita
- Marco Ureña
- Johan Venegas
- Alexander Larín
- Pablo Punyed
- Jairo Arreola
- Stefano Cincotta
- Dennis López
- Minor López
- Jean Márquez
- Carlos Mejía
- Kevin Lafrance
- Duckens Nazon
- Alberth Elis
- Boniek García
- Anthony Lozano
- Mario Martínez
- Clayton Donaldson
- Je-Vaughn Watson
- Jürgen Damm
- Javier Hernández
- Héctor Herrera
- Raúl Jiménez
- Hirving Lozano
- Héctor Moreno
- Ángel Sepúlveda
- Carlos Vela
- Abdiel Arroyo
- Felipe Baloy
- Armando Cooper
- Gabriel Torres
- Nazir McBurnette
- Myron Samuel
- Shandel Samuel
- Sheldon Bateau
- Khaleem Hyland
- Kevin Molino
- Paul Arriola
- Matt Besler
- Clint Dempsey
- Fabian Johnson
- Gyasi Zardes
- Graham Zusi

phản lưới nhà
- Wes Morgan (trận gặp Panama)